# Атанас Праматаров
Атанас Д. Праматаров е български духовник и просветен деец от Македония.

## Биография
Атанас Параматаров е роден в мехомийското село Елешница, тогава в Османската империя. След 1860 година за кратко е учител в село Баня. Става протестантски свещеник, а по-късно православен свещеник. Живее и работи в село Рила, Горна Джумая и пак Баня. След освобождението на България е учител в Рила до 1880 година, след което е свещеник в Марулево и Хърсово и в Горна Джумая през 1894 – 1895 година. През 1899 година се преселва в Свободна България.